# Messelbroek
Messelbroek is een dorp in de Belgische provincie Vlaams-Brabant, en een deelgemeente van de stad Scherpenheuvel-Zichem. Het was een zelfstandige gemeente tot het bij de fusie van 1977 toegevoegd werd aan de nieuwe fusiegemeente Scherpenheuvel-Zichem.

## Geografie
Messelbroek dat in het westen van de fusiegemeente ligt, is een Hagelands landbouwdorp dat zich stilaan heeft ontwikkeld tot een woondorp. De Demer vormt de noordgrens van de deelgemeente.

## Bezienswaardigheden

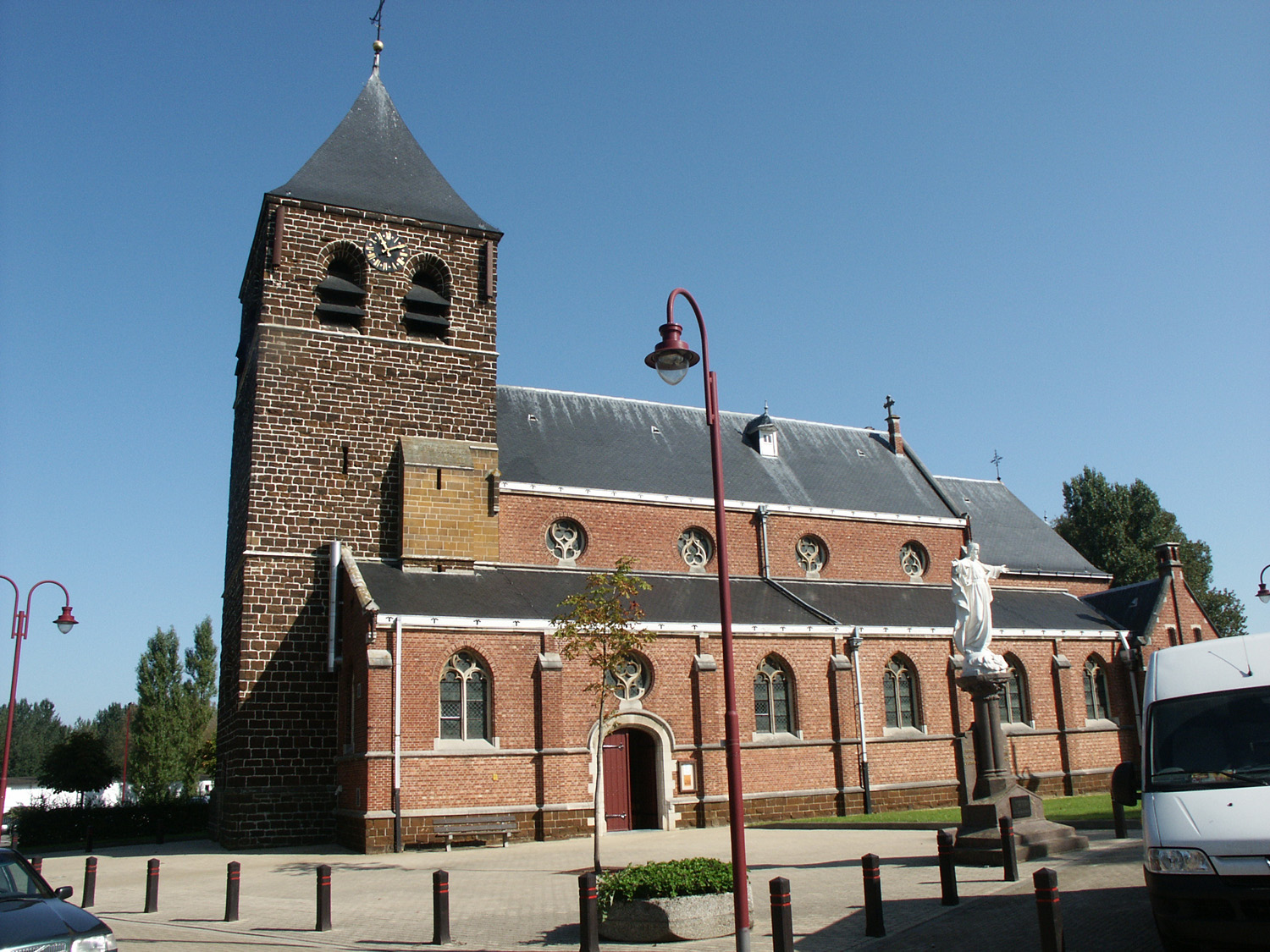
Messelbroek: Sint-Michielskerk

- De neogotische Sint-Michielskerk van 1909-1910 met een vroeggotische vierkante westertoren in ijzerzandsteen uit de eerste helft van de 15de eeuw. De torenspits dateert vermoedelijk van 1717. De toren werd in 1993 volledig gerestaureerd. In 2007 werd de Sint-Michielskerk beschermd als monument.
- De voormalige pastorie dateert van de tweede helft van de 18de eeuw en werd gebouwd door de abdij van Averbode. Ook de pastorie werd in 2007 beschermd als monument.

## Natuur en landschap
Messelbroek ligt in het Hageland, bij de grens met de Kempen. In het noorden stroomt de Demer. De bodem is zandlemig. De Waaiberg (44 meter), de Krekelberg en de Wijngaardberg (32 meter) zijn de hoogste punten. Het laagste punt is 16 meter. In de Demervallei ligt het natuurreservaat Krekelbroek.

## Demografische ontwikkeling
- Bronnen:NIS, Opm:1831 tot en met 1970=volkstellingen; 1976 = inwoneraantal op 31 december

## Politiek
Burgemeesters van Messelbroek tot aan het ontstaan van de fusiegemeente Scherpenheuvel-Zichem in 1977:
- 1830-1842: J. Jennis
- 1842-1847: A. Fonteyn
- 1847-1852: L. Branders
- 1852-1857: B. Jennis
- 1857-1871: A. Coremans
- 1872-1879: J. Valvekens
- 1879-1893: Am. Jannes
- 1893-1895: F. Van Steyvoort
- 1896-1926: J.B. De Kock
- 1927-1933: E. Van Steyvoort
- 1933-1938: Bernard Jans
- 1939-1942: Jan Van Schaeybroek
- 1942-1944: Leopold Styenen
- 1944-1952: Jan Van Schaeybroek
- 1953-1970: Marcel Van Schaeybroek
- 1971-1976: Desiré Mattheus
- 1977-1979: Henri Maes

## Nabijgelegen kernen
Rillaar, Langdorp, Testelt, Ter Hoeve, Zichem, Keiberg